# عصعوص رسغي
عصعوص رسغي (الاسم العلمي: Carpococcyx)، هو جنس من الوقاويق الأرضية الكبيرة المنتمية إلى فصيلة الوقواقية. يقتصر وجودها في مناطق الغابات الرطبة في جنوب شرق آسيا. على الرغم من أوجه التشابه بينها وبين الوقواق الأرضي في أمريكا الجنوبية من جنس حديث الشكل، إلا أنهما لا يرتبطان ارتباطًا وثيقًا.

## الأنواع
يحتوي هذا الجنس على ثلاثة أنواع تماثلية. اثنان منها حتى وقت قريب كانت تعتبر متناوعة (من النوع نفسه) تحت اسم وقواق أرضي سوندي:
| الصورة | الاسم العلمي         | الاسم الشائع              | التوزيع                         |
| ------ | -------------------- | ------------------------- | ------------------------------- |
|        | Carpococcyx renauldi | وقواق أرضي مرجاني المنقار | كمبوديا، لاوس، تايلاند وفيتنام. |
|        | Carpococcyx radiceus | وقواق أرضي بورنيوي        | بروناي وماليزيا وإندونيسيا      |
|        | Carpococcyx viridis  | وقواق أرضي سومطري         | سومطرة                          |